# Престижная экономика
Престижная экономика — термин, использующийся для обозначения особых форм социально-экономических взаимоотношений в позднем-первобытном обществе или как называет данную  формацию  этнограф Ю.И. Семёнов — первобытно-престижном обществе.
Возникновение данной стадии развития человечества связано с тем, что несмотря на то, что семья или отдельный индивид общества уже получили прибавочный продукт, но он поступил только в распоряжение, а не в собственность, то есть остался принадлежать общине. Распорядительная доля могла быть различной, тогда как потребительная только по потребности. Всё это накладывало невозможность накопления избыточного продукта и нужность его распределения, сначала внутри общины, а потом и вне её, образование особого церемониального дарообмена, как особой формы дарения, превращающего прибавочный продукт в «престиж».

## Возникновение явления
Возникновение в поздне-родовом обществе стабильного избыточного продукта приводит к возникновению вопроса его распределения и дальнейшему стимулу производства. Первым шагом становится получение всего созданного работником продукта в своё распоряжение, но с обязанностью делиться им с остальными членами общины . Появляется понятие распорядительной и потребительной доли.
Распорядительная доля — вся совокупность товара, созданная работником своим трудом, потребительная доля — та часть продукта, которую использовал его собственник для своих нужд. Как отмечает Ю. Семёнов, та разница, которая составляла между распорядительной и потребительной долями и превращалась в престиж: «Человек делился продуктом с другими членами коллектива, те в свою очередь также делились с ним созданным продуктом... Если распорядительная доля была больше потребительной, то это различие обеспечивало человеку уважение и престиж» .
С дальнейшим развитием общества становится очевидно, что весь продукт, созданный отдельным индивидуумом, должен перейти в его собственность, а не только в распоряжение. Постепенно возникают особые формы распределения продукта внутри общины, а не только простой трудоделёж, например, договорённости об обмене разными продуктами.
Но возникает новое противоречие — даже несмотря на получение человеком продукта в собственность, в первобытном обществе всё равно невозможно накапливать излишек, так как община требовала его распределения, отказ от которого считался преступлением. В результате всё большая часть общественного продукта уходит в другие социоисторические организмы, возникает два вида циркуляции продукта: циркуляция жизнеобеспечивающего продукта, которая происходит внутри общины и циркуляция избыточного продукта, которая происходит между разными социоисторическими организмами. 
Система циркуляции избыточного продукта и получила название престижной экономики.
Первым обратил внимание на данное явление  Марсель Мосс, уделив особое внимание дарению.

## Понятие церемониального обряда
Цепь дарообмена составляет замкнутую цепочку или круг, образует понятие реципрокности — обмена дарами на нерыночной основе , одним из понятием которой является пролонгированный возврат — отстроченный, обратное дарение осуществляется не сразу, а по истечении времени. 

## Примеры церемониального обряда
Б. Малиновский одним из первых описал данную общественно-экономическую формацию на примере института Кула — церемониального обмена в Океании. Выдающийся этнограф указал на нецелесообразность такого дарообмена с точки зрения товарно-рыночных отношений, а также указал какие «институции» выросли вокруг него (мифология, лодкостроительство, социальные структуры и др.).